# ADRA
Adventist Development and Relief Agency, forkortet ADRA, er en international humanitær NGO styret af Syvende Dags Adventistkirken, der hjælper med udvikling for samfund og individuelle samt katastrofehåndtering. Organisationen blev grundlagt i 1956 og hovedkvarterer ligger i Silver Spring, Maryland, USA.

## ADRA Danmark
ADRA i Danmark blev stiftet i 1987. 
ADRA Danmarks projekter bliver gennemført med støtte fra DANIDA, ECHO og private donationer. Organisationens samlede indtægter var i 2010 ca. 73 mio. kr., heraf 10 mio. kr. i private bidrag.